# Hallie Flanagan
Hallie Flanagan Davis, née 27 août 1890 à Redfield et morte le 23 juin 1969 à Old Tappan, est une dramaturge américaine.